# Angón
Angón är en kommun i Spanien.   Den ligger i provinsen Provincia de Guadalajara och regionen Kastilien-La Mancha, i den centrala delen av landet, 100 km nordost om huvudstaden Madrid. Arean är 20,0 kvadratkilometer.
Terrängen i Angón är huvudsakligen platt.